# Drogkriget i Miami
Drogkriget i Miami var en konflikt rörande narkotikasmuggling som pågick från 1979 och upphörde tidigast 1985. Initialt var det endast mellan olika colombianska drogkarteller som smugglade in narkotika till USA via södra Florida, främst dock staden Miami med omnejd. År 1982 hade konflikten blivit en väpnad konflikt när den amerikanska federala statsmakten tvingats agera för att få bukt på den enorma narkotikasmugglingen samt att utförda mord hade skjutit i höjden i den berörda regionen. De drogkarteller som var de största aktörerna var Pablo Escobar-kontrollerade Medellínkartellen och Luís "Papo" Mejias drogkartell.

## Historik
Narkotikasmugglingen mellan Colombia och USA, via södra Florida och Miami, skedde dock mest utan att dra till sig allmänhetens uppmärksamhet under större delen av 1970-talet. Det blev dock ändring på det den 11 juni 1979 kl. 14:30 lokal tid, när tungt beväpnade attentatsmän öppnade eld mot German Jimenez Panesso och dennes livvakt i en spritdrycksbutik i varuhuset Dadeland Mall i Kendall i Miami-Dade County. Både Jimenez Panesso och livvakten dödades medan två butiksanställda skottskadades. Polisen hittade senare en bepansrad skåpbil, som hade övergivits på varuhusets parkering, och den hade mängder med skjutvapen och skyddsvästar i lastutrymmet. Dådet blev nationellt uppmärksammad av amerikansk media. En polis hade under en intervju kallat attentatsmännen för Cocaine Cowboys, ett begrepp som fortfarande används för att benämna drogkriget. Enligt amerikansk federal polis, var Panesso och två andra Carlos "Panello" Ramirez och Fernando Villega-Hernandez, underbossar till Medellinkartellens Miami-representant Griselda Blanco. De tre hade ansvar för delar av narkotikasmugglingen i södra Florida, men de var också konkurrenter till varandra. Ramirez hade kapat en narkotikaaffär, på 40 kilogram kokain till ett värde av tre miljoner amerikanska dollar, som tillhörde Panesso. Ramirez insåg snabbt att Panesso skulle hämnas och Ramirez och Villega-Hernandez gick ihop och utförde attentatet. Polis hade hävdat efteråt att minst 60 skott hade avlossats i och utanför spritdrycksbutiken.
År 1981 uppskattades att 70% av all kokain och marijuana medan 90% av all förfalskad metakvalon, som smugglades in till USA, gick via södra Florida. Det uppskattades också att den insmugglade narkotikan kunde värd någonstans mellan 7–12 miljarder dollar per år. Året efter slog den federala tullmyndigheten United States Customs Service (USCS) till mot ett transportflygplan av typen Boeing 707, tillhörande transportföretaget Transportes Aereos Mercantiles Panamericanos (Tampa), på Miami International Airport efter en flygning mellan Medellín och Miami. USCS fann 1,7 ton (3 748 pund) kokain i 21 lådor, som var märkta för att innehålla kläder. Amerikanska federala statstjänstemän i Washington, D.C. uppskattade att lasten var värd 175 miljoner dollar på gatan medan narkotikaroteln vid New York City Police Department hävdade dock att gatuvärdet skulle snarare vara på 870 miljoner dollar. USA:s 40:e president Ronald Reagan (R) insåg allvaret i det hela och skapade insatsstyrkan South Florida Drug Task Force, som leddes av hans vicepresident George H.W. Bush. De colombianska drogkartellerna började möta starkare motstånd i och med det i Florida, vilket ledde att de började lägga mer och mer resurser på att transportera narkotikan via Mexiko, vilket nästan 20 år senare utvecklades till att bli drogkriget i Mexiko.
Drogkriget tros ha upphört som tidigast 1985 när dels Griselda Blanco blev arresterad i Irvine i Kalifornien av den amerikanska federala narkotikapolisen Drug Enforcement Administration (DEA) och dömdes senare till 15 års fängelse. Dels att drogkartellerna hade princip övergett Miami och södra Florida mot att koncentrera sig helt på smuggla via Mexiko på grund av att mycket hög närvaro av amerikansk federal polis i Västindien. Amerikanska federala myndigheter hade under det året beslagtagit uppemot 22,7 ton (50 000 pund) narkotika till värde av nio miljarder dollar som var kopplat till drogkriget. Det var nästintill dubbelt så mycket som det tidigare årliga beslagsrekordet för hela landet USA. Drogkriget brukar beskrivas som våldsamt och blodigt men det finns dock inga uppskattade siffror som rapporterade hur många som hade dödats totalt relaterat till drogkriget. Miami som stad, hade dock fått se sin mordstatistik skena i början av 1980-talet och var 1980 och 1981 den stad i hela världen som hade flest mord innan USA:s federala statsmakt började ta drogkriget på allvar.